# Жак-фаталист и его хозяин (фильм)
«Жак-фаталист и его хозяин» (фр. Jacques le fataliste et son maître) — французский телефильм (комедия абсурда) режиссёра Клода Сантелли, вышедший на экраны 19 декабря 1984 года на канале A2 при поддержке Министерства культуры Франции. Фильм поставлен по мотивам одноименного романа Дени Дидро, с переносом действия в современную Францию.

## Сюжет
В ходе путешествия, полного приключений, слуга Жак рассказывает хозяину о своих любовных романах.

## В ролях
- Патрик Шене — Жак
- Ги Трежан — хозяин
- Франсуа Перье — Дени Дидро
- Анри Вирложё — мсье Гус
- Катрин Фро — Софи
- Розетта — Агата
- Арлетт Жильбер — Жанна
- Катрин Сами — хозяйка «Большого оленя»
- Мари-Кристин Руссо — Дениз
- Магали Ренуар — крестьянка
- Ив Пиньо — крестьянин
- Морис Шеви — хозяин гостиницы
- Жан-Пьер Клейн — Сент-Уэн

## Критика
Критики в общем положительно оценили экранизацию. В выпуске телевизионных новостей отмечалась современность постановки и блистательная игра трио Шене-Трежан-Перье. Критик журнала Télérama отмечал одновременно точное следование оригиналу Дидро и живую современность фильма.

## Награды
Фильм получил следующие премии 7 d'or за 1984 год:
- Лучший телефильм
- Лучший режиссёр (Клод Сантелли)